# ایفو انادا
ایهم فیث اولوما (متولد ۲۳ ژوئیه ۱۹۹۲) که بیشتر با نام ایفو انادا شناخته می‌شود یک بازیگر سینما و طراح مد نیجریه ای است. او همچنین یک بازیگر است که به خاطر برنده شدن جایزه جایزه فرهنگستان فیلم آفریقا برای بهترین بازیگر جوان و آینده دار در فیلم O-Town شناخته می‌شود.
انادا در ایالت ابیا، نیجریه به دنیا آمد اما در لاگوس بزرگ شد. او در دانشگاه اولابیسی اونابانجو در رشته علوم کامپیوتر تحصیل کرد و در آنجا مدرک لیسانس خود را گرفت. او فعالیت سینمایی خود را در سال ۲۰۱۹ آغاز کرد و در سال ۲۰۱۶، نامزد بهترین بازیگر جوان/امیدبخش در فیلم O-Town در جوایز AMAA 2016 شد. در مصاحبه ای در سال ۲۰۱۸، او فاش کرد که در سال ۲۰۱۶ مورد آزار جنسی قرار گرفته‌است
در سال ۲۰۱۸، او در نمایش Big Brother Naija بازی کرد.

## فیلم‌شناسی
O-Town (2015) - آمارا
استخدام یک زن (۲۰۱۹) - جین
The Lost Okoroshi (2019) - سارافینا
تینسل - پریکا
قلب تنها
دیوانه از تو

## جوایز و نامزدها
| سال  | مراسم اهدای جایزه    | نتیجه     | مرجع   |
| ---- | -------------------- | --------- | ------ |
| ۲۰۱۸ | بهترین جوایز نالیوود | نامزد شده | [ ۱۴ ] |